# Ole Due
Ole Wolhardt Stampe Due (* 17. Januar 1875 in Kopenhagen; † 21. März 1925 ebenda) war ein dänischer Maler im Umkreis der Künstlerkolonie Skagen.
Er studierte zunächst 1894 an der Technischen Hochschule Kopenhagen und 1897 bis 1898 an der dortigen Kunstakademie. 1898 reiste er nach Jütland, um in der Gegend von Randers zu malen, später auch an vielen anderen Orten in Dänemark. Ole Due gehört zwar zu den weniger bekannten Skagenmalern, in dem Standardwerk von Knud Voss ist er aber mit einer Abbildung vertreten. Er malte mit blauen Farbtönen zarte Landschaften im atmosphärischen Licht der wechselnden Jahreszeiten.